# سلنيانة
سُلِنيَانة أو سُلِنيانو أو (نقحرة: سولينيانو) (بالإيطالية: Solignano)‏ هي بلدية في مقاطعة بارما في إقليم إميليا رومانيا الإيطالي.

## السكان
في سنة 1861 بلغ عدد السكان 2٬628 نسمة، وتطور العدد ليصل في سنة 2011 لـ 1٬809 نسمة.
يظهر هذا المخطط البياني تطور النمو السكاني لـ سُلنيانة